# 王祥雲
王祥雲（おう しょううん、王祥云、ワン・シャンユン、1989年11月7日 - ）は、中国の囲碁棋士。山西省太原市出身、中国囲棋協会に所属、二段。全国囲棋個人戦女子部、建橋杯女子囲棋公開戦優勝など。

## 経歴
7歳から囲碁を学ぶ。2001年に北京市で聶衛平囲碁道場に入る。2004年に国家少年囲棋隊入りし、春蘭囲棋希望プロジェクトの資金援助を得る。2003年のアマチュア時代に全国囲棋個人戦女子部3位、翌04年3位、05年に優勝し、これにより入段する。同年正官庄杯世界女子囲碁最強戦に中国代表として出場して5人抜きを果たす。2006年、大理旅遊杯世界女子プロ囲碁選手権戦出場。2007、08年に建橋杯女子囲棋公開戦で準優勝。2008年第1回ワールドマインドスポーツゲームズに女子団体戦に出場し優勝。2009年全国智力運動会で江蘇チームで出場し、女子団体戦5位。2010年、女子名人戦ベスト4、建橋杯女子囲棋公開戦決勝で唐奕を2-1で破り優勝。
中国棋士ランキングでは2007年128位。

### タイトル歴
- 全国囲棋個人戦 女子部 2005年
- 建橋杯女子囲棋公開戦 2010年

### その他の棋歴
国際棋戦
- ワールドマインドスポーツゲームズ 2008年女子団体戦優勝（決勝:○小山栄美、○権孝珍）
- 正官庄杯世界女子囲碁最強戦
  - 2005年 5-1（○新海洋子、○金恩善、○万波佳奈、○李多慧、大沢奈留美、×李玟眞）
  - 2006年 0-1（×万波佳奈）

国内棋戦
- 全国囲棋個人戦女子部 2位 2007年、3位 2003、04年
- 建橋杯女子囲棋公開戦 準優勝 2007、08年
- 全国智力運動会 2009年女子団体戦5位（江蘇チーム）、2011年女子個人戦6位、女子団体戦4位（江蘇チーム）
- 全国体育大会 女子個人戦2位 2010年
- 山西晋城国際囲棋文化節混双戦 準優勝 2007年（兪斌とペア）
- 百霊杯戦
  - 2005年 2-3
  - 2008年 3-1（○芮廼偉、○張璇、○華学明、×徐瑩）
  - 2009年 0-2（×謝赫、×朴文尭）
  - 2011年 0-1（×曹大元）
- 中国女子囲棋甲級リーグ戦
  - 2011年女子団体戦（江蘇、1位）
  - 2012年女子団体戦（江蘇、1位）7-0（体育道徳風潮尚奨運動員）
  - 2013年（深圳福田）8-6
  - 2014年（湖南友誼アポロン）